# Csing Haj-peng
Csing Haj-peng (hagyományos kínai: 景海鵬, egyszerűsített kínai: 景海鹏, pinjin: Jǐng Hǎipéng; Kína, Jüncseng (Yuncheng), Sanhszi (Shanxi), 1966. október 24. –) kínai vadászpilóta, tajkonauta.

## Életpálya
A Kínai Népi Felszabadító Hadsereg vadászrepülő tisztje. 1998 januárjában választották ki űrhajósjelöltnek. A Sencsou (Shenzhou)–6 vállalkozás hat űrhajósának egyike. Az első űrrepülés alatt összesen 2 napot, 20 órát és 25 percet töltött a világűrben. Az első kínai űrhajós, aki három küldetésben vett részt.

## Űrrepülések
A Sencsou (Shenzhou)-program keretében indított űrkutatási program résztvevője.
- 2008. szeptember 25-én a Sencsou (Shenzhou)–7 űrhajós pilótája, az űrséta alatt az űrhajó irányítását, az események biztonsági ellenőrzését végezte.
- 2012. június 16-án Sencsou–9 (Shenzhou–9) űrprogram parancsnoka. Az űrhajó 2012. június 16-án először hajtott végre (sikeresen) összekapcsolódást a Tienkung–1 (Tiangong–1) űrállomással.
- 2016. október 15-étől Sencsou–11 (Shenzhou–11) űrprogram parancsnoka. Az űrhajó 2016. október 17-én összekapcsolódott a Tienkung–2 (Tiangong–2) űrállomással.

### Tartalék személyzet
- a Sencsou (Shenzhou)–6 vállalkozás biztonsági űrhajósa